# Санта-Мария-ин-Домника (титулярная диакония)
Титулярная диакония Санта-Мария-ин-Домника (лат. Diaconia Sanctæ Mariæ in Domnica) — титулярная диакония находится во II районе Рима (Августа). Папа Агафон около 678 года назначил её одному из 7 диаконов. Кажется, что название Domnica является латинским переводом греческого слова Kyriaka. Церковь, которой принадлежит титул, была построена около лагеря V легиона, на месте, где Святой Кириак оказывал гостеприимство преследуемым христианам. Она была перестроена Папой Пасхалием I и сохранила статус архидиаконии, пока Папа Григорий VII не упразднил это достоинство. Церковь также известна как Санта-Мария-ин-Навичелла из-за небольшого каменного корабля, вероятно, бывшего обетом, который был найден внутри него. В понтификат Папы Бенедикта XIII диакония была возведена в ранг титулярной церкви для кардиналов-священников, но позднее она снова была отнесена к диаконии. Титулярная диакония принадлежит базилике Санта-Мария-ин-Домника, расположенной в районе Рима Челио, на холме Целий.

## Список кардиналов-дьяконов и кардиналов-священников титулярной диаконии Санта-Мария-ин-Домника
- Фридрих Лотарингский, O.S.B. — (1049 — 2 августа 1057, избран Папой Стефан IX);
- Ильдебрандо Альдобрандески ди Соана, O.S.B. — (6 марта 1059 — 22 апреля 1073, избран Папой Григорием VII);
- Теодино Сансеверино, O.S.B.Cas. — (1073 — 1088);
- Джованни ди Субиако, O.S.B. — (1088 — до 1112);
- Крещенцио — (около 1112 — 1120);
- Стефано — (1120 — около 1122);
- Анджело — (1122 — 1130?);
- Джерардо — (1134 — около 1145, до смерти);
- Симеон Борелли, O.S.B. — (1158 — 1184, до смерти);
- Бенедикт — (декабрь 1200 — 1201, назначен кардиналом-священником Санта-Сусанна);
- Роджер — (около 1202 — 1206, назначен кардиналом-священником Сант-Анастазия);
  - вакантно (1206—1383);
- Томмазо Орсини из графов Манупелло — (около 1383 — 10 июля 1390, до смерти);
  - вакантно (1390—1408);
- Пьетро Морозини — (1408 — 11 августа 1424, до смерти);
  - вакантно (1424—1473);
- Педро Гонсалес де Мендоса — титулярная диакония pro hac vice (17 мая 1473 — 6 июля 1478, назначен кардиналом-священником Санта-Кроче-ин-Джерусалемме);
  - вакантно (1478—1482);
- Ферри де Клюньи — in commendam (март 1482 — 7 октября 1483, до смерти);
- Джованни Баттиста Орсини — (15 ноября 1483 — 23 марта 1489, назначен кардиналом-священником Санта-Мария-Нуово);
  - вакантно (1489—1492);
- Джованни Медичи — (26 марта 1492 — 9 марта 1513, избран Папой Львом X);
- Джулио Медичи — (29 сентября 1513 — 26 июня 1517, назначен кардиналом-священником Сан-Клементе);
- Инноченцо Чибо — (26 июня 1517 — 28 февраля 1550, назначен кардиналом-дьяконом Санта-Мария-ин-Виа-Лата);
- Никколо Гадди — (28 февраля — 27 июня 1550, назначен кардиналом-дьяконом Санта-Мария-ин-Виа-Лата);
- Андреа Корнаро — (27 июня 1550 — 30 января 1551, до смерти);
  - вакантно (1551—1555);
- Роберто Нобили — (6 февраля 1555 — 18 января 1559, до смерти);
- Альфонсо Карафа — (6 марта 1559 — 26 апреля 1560, назначен кардиналом-священником Санти-Джованни-э-Паоло);
- Джованни Медичи — (26 апреля 1560 — 20 ноября 1562, до смерти);
  - вакантно (1562—1565);
- Фердинандо Медичи — (15 мая 1565 — 10 мая 1585, назначен кардиналом-дьяконом Сант-Эустакьо);
- Шарль II Лотарингский — (24 июня 1585 — 20 апреля 1587, назначен кардиналом-священником Сантиссима-Тринита-аль-Монте-Пинчо);
- Федерико Борромео — (15 января 1588 — 9 января 1589, назначен кардиналом-дьяконом Санти-Козма-э-Дамиано);
- Франческо Дель Монте — (9 января 1589 — 5 апреля 1591, назначен кардиналом-священником Санти-Кирико-э-Джулитта);
- Фламинио Пьятти — (5 апреля 1591 — 9 марта 1592, назначен кардиналом-дьяконом Санти-Козма-э-Дамиано);
  - вакантно (1592—1596);
- Андреа Барони Перетти Монтальто — (21 июня 1596 — 15 марта 1600, назначен кардиналом-дьяконом Сант-Анджело-ин-Пескерия);
  - вакантно (1600—1610);
- Фердинандо I Гонзага — (15 февраля 1610 — 19 ноября 1612, назначен кардиналом-дьяконом Санта-Мария-ин-Портико-Кампителли);
  - вакантно (1612—1616);
- Карло Медичи — (18 мая 1616 — 2 октября 1623, назначен кардиналом-дьяконом Сан-Никола-ин-Карчере);
  - вакантно (1623—1627);
- Алессандро Чезарини — (6 октября 1627 — 6 сентября 1632, назначен кардиналом-дьяконом Санти-Козма-э-Дамиано);
  - вакантно (1632—1644);
- Камилло Франческо Мария Памфили — (12 декабря 1644 — 21 января 1647, отрёкся от кардинальского сана);
- Лоренцо Раджи — (16 декабря 1647 — 1 июля 1653, назначен кардиналом-дьяконом Сант-Анджело-ин-Пескерия);
- Карло Пио ди Савойя младший — (23 марта 1654 — 11 февраля 1664, назначен кардиналом-дьяконом Сант-Эустакьо);
  - вакантно (1664—1667);
- Сигизмондо Киджи — (12 декабря 1667 — 19 мая 1670, назначен кардиналом-дьяконом Сан-Джорджо-ин-Велабро);
- Камилло Массимо — (23 февраля 1671 — 30 января 1673, назначен кардиналом-священником Сант-Эузебио);
- Пьетро Басадонна — (15 января 1674 — 6 октября 1684, до смерти);
  - вакантно (1684—1687);
- Франческо Мария Медичи — (9 июля 1687 — 19 июня 1709, отрёкся от кардинальского сана);
  - вакантно (1709—1712);
- Курцио Ориго — (21 ноября 1712 — 1 июля 1716, назначен кардиналом-дьяконом Сант-Эустакьо);
  - вакантно (1716—1725);
- Никколо Коша  — титулярная диакония pro hac vice (23 июля 1725 — 9 мая 1733 и 8 января 1742 — 8 февраля 1755, до смерти); 
  - вакантно (1755—1803);
- Джованни Кастильоне — (28 марта 1803 — 9 января 1815, до смерти);
  - вакантно (1815—1823);
- Томмазо Риарио Сфорца — (17 ноября 1823 — 19 декабря 1834), in commendam (19 декабря 1834 — 13 мая 1837, назначен кардиналом-дьяконом Санта-Мария-ин-Виа-Лата);
  - вакантно (1837—1842);
- Франческо Саверио Массимо — (27 января 1842 — 11 января 1848, до смерти);
  - вакантно (1848—1850);
- Роберто Джованни Роберти — (3 октября 1850 — 16 марта 1863, назначен кардиналом-дьяконом Санта-Мария-ад-Мартирес);
  - вакантно (1863—1866);
- Доменико Консолини — (25 июня 1866 — 20 декабря 1884, до смерти);
  - вакантно (1884—1887);
- Агостино Бауза, O.P. — (26 мая 1887 — 14 февраля 1889, назначен кардиналом-священником Санта-Сабина);
  - вакантно (1889—1901);
- Луиджи Трипепи — (18 апреля 1901 — 29 декабря 1906, до смерти);
  - вакантно (1906—1911);
- Базилио Помпили — (30 ноября 1911 — 28 мая 1914, назначен кардиналом-священником Санта-Мария-ин-Арачели);
- Шипионе Текки — (28 мая 1914 — 22 января 1915, до смерти);
- Никколо Марини — (7 декабря 1916 — 27 июля 1923, до смерти);
  - вакантно (1923—1935);
- Камилло Качча Доминиони — (19 декабря 1935 — 12 ноября 1946, до смерти);
  - вакантно (1946—1953);
- Альфредо Оттавиани — (15 января 1953 — 26 июня 1967); титулярная диакония pro hac vice (26 июня 1967 — 3 августа 1979, до смерти);
  - вакантно (1979—1983);
- Анри де Любак, S.J. — (2 февраля 1983 — 4 сентября 1991, до смерти);
  - вакантно (1991—1994);
- Луиджи Поджи — (26 ноября 1994 — 24 февраля 2005, назначен кардиналом-священником Сан-Лоренцо-ин-Лучина);
- Уильям Джозеф Левада — (24 марта 2006 — 20 июня 2016); титулярная диакония pro hac vice (20 июня 2016 — 26 сентября 2019, до смерти);
- Марчелло Семераро — (28 ноября 2020 — по настоящее время).